# Dillandia chachapoyensis
Dillandia chachapoyensis là một loài thực vật có hoa trong họ Cúc. Loài này được (H.Rob.) V.A.Funk & H.Rob. mô tả khoa học đầu tiên năm 2001.